# Möröngiin Khuree

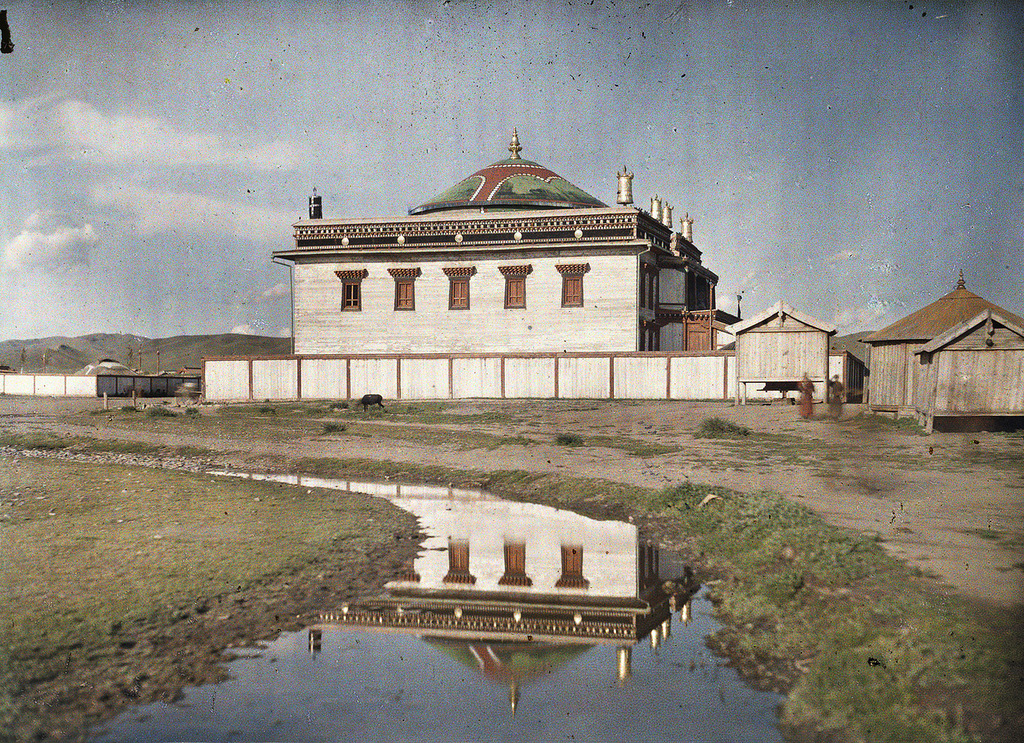
Monastère de Khuree

Le monastère de Möröngiin Khuree est un monastère bouddhiste de Mongolie de l'école Gelugpa du bouddhisme tibétain. 
Ce monastère fut fondé en 1809-1811. Ses vestiges demeurent sur les rives de la rivière Delgermörön. Au début du XXe siècle, le monastère avait une population d'à peu près 1 300 lamas, mais a été détruit en 1937. Le nouveau petit monastère de Danzadarjaa Khiid a été érigé à l'ouest de la ville de Mörön en 1990.